# Edmunda von Kolb

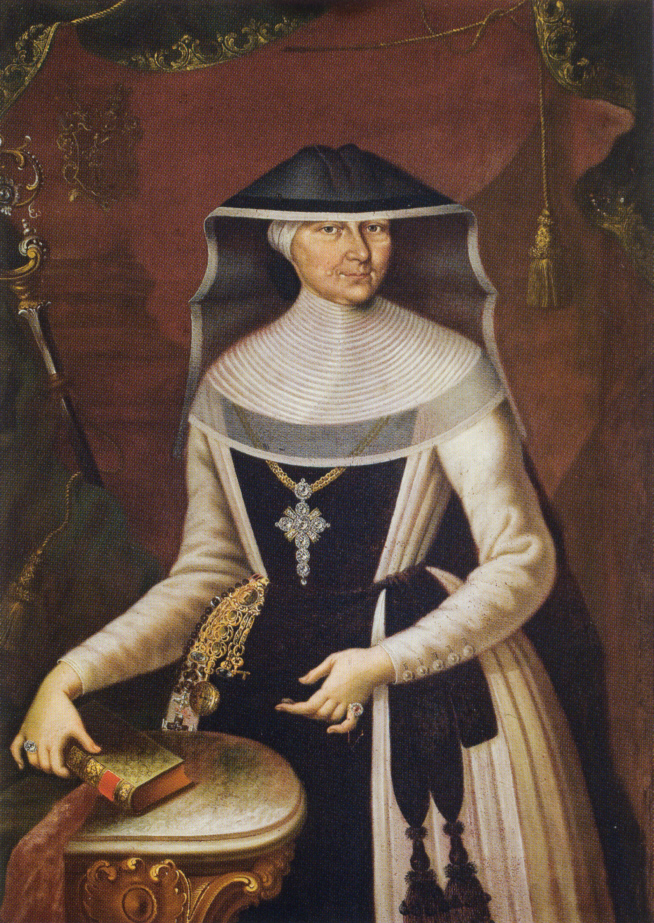
Porträt der Maria Edmunda von Kolb, Äbtissin des Klosters Wald; „Fürstlich Hohenzollernsche Sammlungen“, ca. 1780

Edmunda von Kolb (* 20. Juni 1734 in Haigerloch; † 22. Januar 1799) war Äbtissin des Klosters Wald.

## Leben
Edmunda von Kolb wurde als Tochter des Kammerdirektors Karl Ferdinand von Kolb in Haigerloch geboren. Sie trat 1750 in das Kloster Wald ein, wo sie von 1768 bis 1772 als Bursarin (Finanzverwalterin) nachweisbar ist. Am 20. Februar 1772 wurde sie zur Äbtissin gewählt und stand dem Kloster bis zu ihrem Tod 1799 vor.
Nachdem sie ihr Bruder Josef Ernst von Kolb, Pfarrer der benachbarten Klosterpfarrei Dietershofen, wegen Verschwendung, Misswirtschaft und Unterdrückung der Klosteruntertanen bei der Regierung angezeigt hatte, wurde ihr 1785 vorübergehend die Wirtschaftsverwaltung des Klosters entzogen und einem landesfürstlichen Administrator übertragen. 1790 setzte sie sich mit einer mit den Äbtissinnen von Heiligkreuztal und Urspring gemeinsam verfassten Bittschrift erfolgreich gegen die von der Regierung in Wien gewünschte Umwandlung ihrer Klöster in weltliche Damenstifte zur Wehr.
Sie starb 1799 und wurde in der Klosterkirche bestattet, wo sich ihr Grabstein bis heute erhalten hat (an der östlichen Langhauswand).